# 阿市苗族彝族乡
阿市苗族彝族乡是中华人民共和国贵州省毕节市七星关区下辖的一个民族乡。

## 行政区划
阿市苗族彝族乡下辖以下村级行政区划单位：
阿市村、雄垮村、头庄村、木拉村、湾子村、尖山村、垭口田村、安然村、草坪村、中寨村、柳湾村、麻窝村和团胜村。

## 教育
- 余慕蓮希望小學：位於740縣道旁[3]。

## 交通
- 740縣道[4]
- 大纳高等级公路